# Jeníkovice (Meclov)
Jeníkovice (německy Dingkowitz) jsou malá vesnice, část obce Meclov v okrese Domažlice v Plzeňském kraji. Nachází se asi 4,5 kilometru východně od Meclova a asi tři kilometry jižně od Horšovského Týna. Je zde evidováno 18 adres. V roce 2011 zde trvale žilo 27 obyvatel.
Jeníkovice leží v katastrálním území Jeníkovice u Horšovského Týna o rozloze 3,47 km².

## Historie
První písemná zmínka o vesnici pochází z roku 1312.

## Obyvatelstvo
| Rok            | 1869 | 1880 | 1890 | 1900 | 1910 | 1921 | 1930 | 1950 | 1961 | 1970 | 1980 | 1991 | 2001 | 2011 | 2021 |
| -------------- | ---- | ---- | ---- | ---- | ---- | ---- | ---- | ---- | ---- | ---- | ---- | ---- | ---- | ---- | ---- |
| Počet obyvatel | 124  | 129  | 105  | 116  | 134  | 154  | 137  | 87   | 75   | 53   | 57   | 33   | 40   | 27   | 6    |
| Počet domů     | 20   | 20   | 20   | 19   | 21   | 21   | 23   | 20   | 20   | 13   | 12   | 11   | 11   | 11   | 12   |

## Obecní správa
Při sčítání lidu v letech 1850–1879 Jeníkovice byly osadou obce Třebnice v okrese Horšův Týn. V letech 1880–1920 byly osadou obce Bozdíš v okrese Horšův Týn. V letech 1921–1960 byly samostatnou obcí v okrese Horšovský Týn. V letech 1961–1980 byly znovu částí obce Třebnice v okrese Domažlice. Od 1. července 1980 jsou částí obce Meclov v okrese Domažlice.

## Galerie

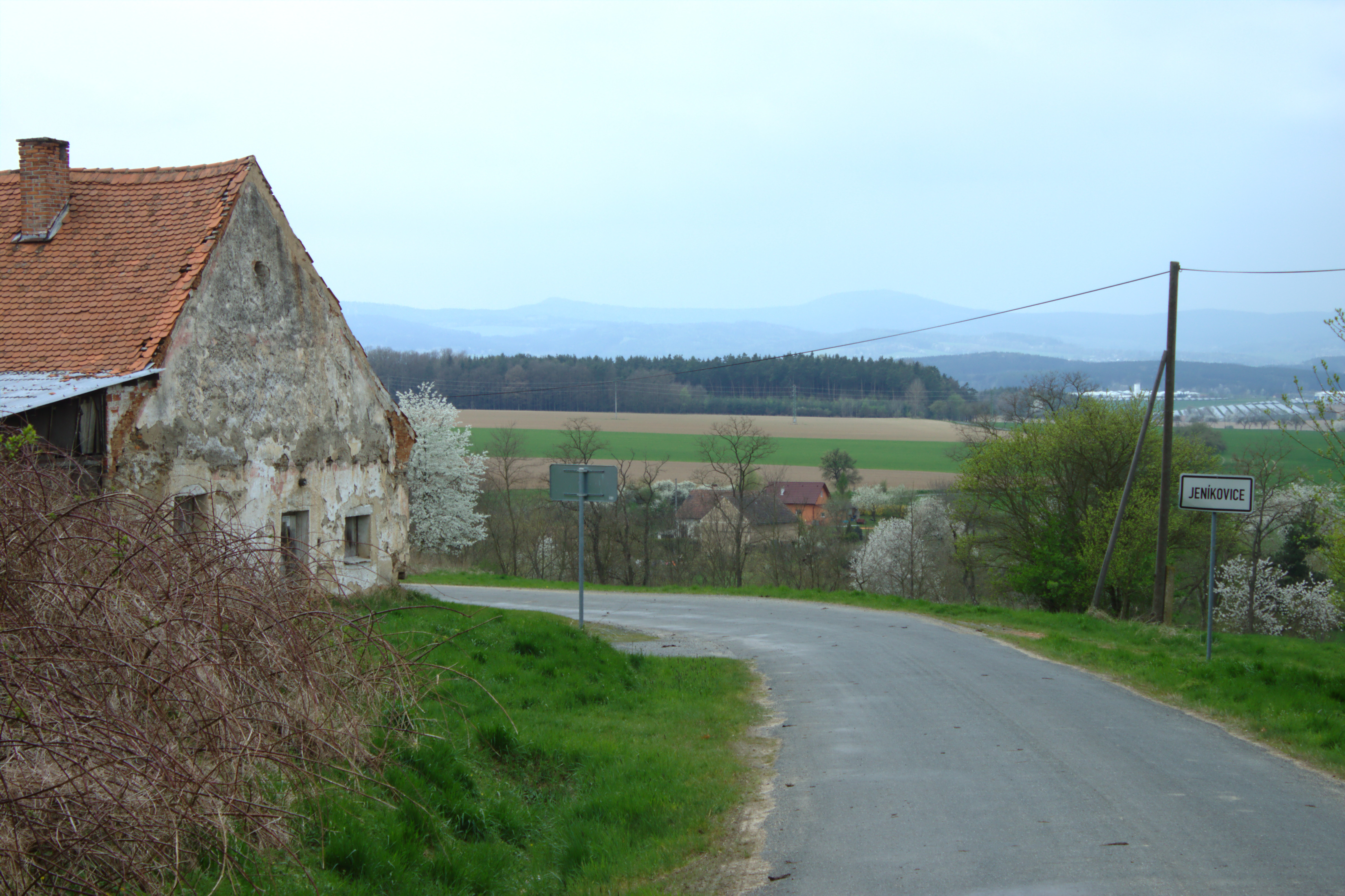
Cesta do obce z východu
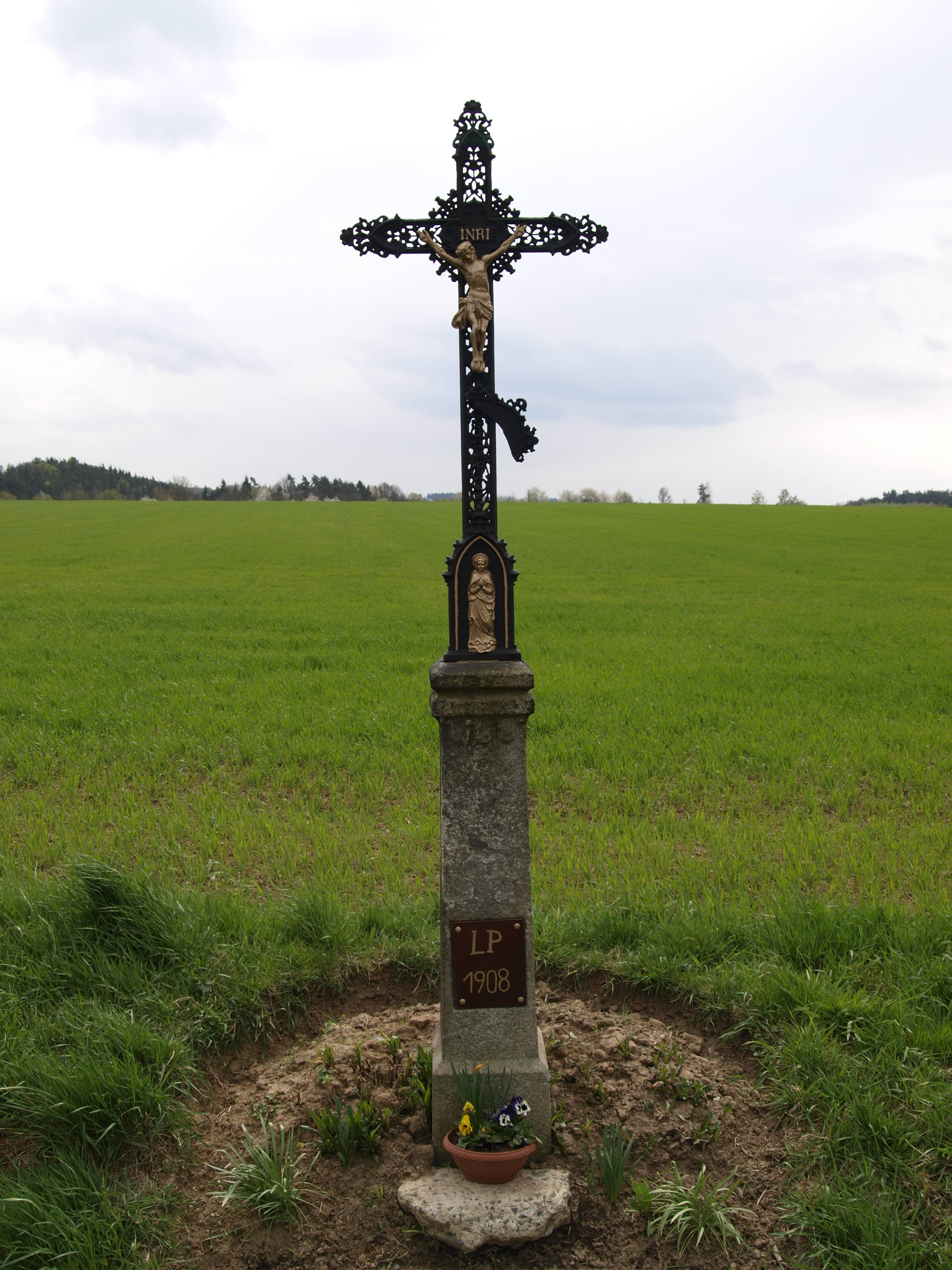
Kříž u silnice 19359 z Jeníkovic směrem na Němčice
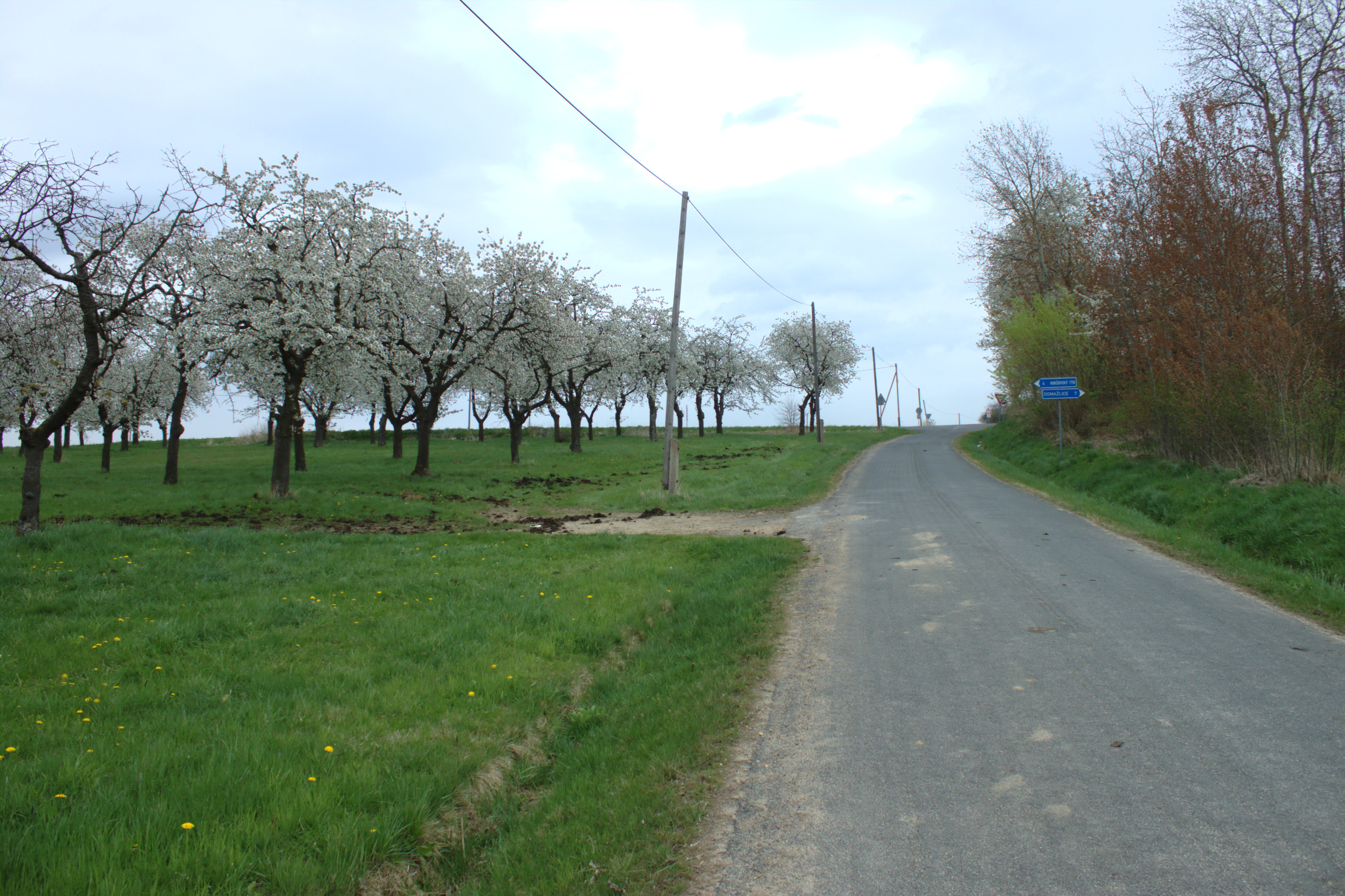
Sad